# Marfa Girl
Marfa Girl ist ein Drama von Larry Clark, das auf seiner Webseite veröffentlicht wurde. Der Film handelt vom Leben einer Gruppe in der Stadt  Marfa in Texas. Der Film gewann den Marcus Aurelius Preis als besten Film beim Festival Internazionale del Film di Roma 2012.
Die Fortsetzung, Marfa Girl 2, kam 2018 in die Kinos.

## Handlung
Marfa Girl handelt den Tage um den 16. Geburtstag des Jungen Adam. Der Film handelt von seinen Beziehungen zu den anderen Einwohnern der kleinen Stadt in Texas. Er handelt von der Beziehung zu seiner 16-jährigen Freundin Inez, seiner 23-jährigen Nachbarin Donna, die ihn versucht als Geschenk zu seinem 16. Geburtstag zu verführen, seiner Lehrerin, die ihn gerne züchtigt, und von einer neu angekommenen Künstlerin, die auch versucht mit ihm zu schlafen.
Eine Nebengeschichte dreht sich um Tom, einen geistig labilen Grenzpolizisten, der eine Fixierung auf Adams Mutter entwickelt. Der Film dreht sich auch um Adams Freundin und ihn.

## Produktion
Marfa Girl wurde ausschließlich in  Marfa, einer kleinen Stadt im texanischen Presidio County, gedreht. In der Stadt wurde bereits 1956 der Film Giganten gedreht, was auch der letzte Film mit James Dean als Schauspieler war. Larry Clark setzte in dem Film auf eine Mischung aus professionellen und Amateur-Schauspielern.

## Veröffentlichung
Marfa Girl feiert auf den Rome Film Festival 2012 Premiere und gewann dort Preise. Am 20. November 2012, wurde "Marfa Girl" auf Larry Clarks website für einen Preis von $5.99 für 24Std Streaming veröffentlicht und eingestellt. Es gibt keine Pläne den Film ins Kino zu bringen oder auf DVD zu veröffentlichen. Larry Clark sagte, dass exklusive Online-Veröffentlichung gewählt wurde um Hollywood zu umgehen. Larry Clarks frühere Film wie Ken Park hatten wegen der in ihnen behandelten Themen Schwierigkeiten beim Vertrieb.